# Pleurotrocha larvarum
Pleurotrocha larvarum är en hjuldjursart som beskrevs av Vlastov 1956. Pleurotrocha larvarum ingår i släktet Pleurotrocha och familjen Notommatidae. Inga underarter finns listade i Catalogue of Life.